# اویلگم
اویلگم (به آلمانی: Eulgem) یک شهر در آلمان است که در کوخم-تسل واقع شده‌است. اویلگم ۲۱۷ نفر جمعیت دارد.